# Richart Báez
Richart Báez (Asunción, 31 juli 1973) is een voormalig Paraguayaans voetballer.

## Paraguayaans voetbalelftal
Richart Báez debuteerde in 1995 in het Paraguayaans nationaal elftal en speelde 26 interlands, waarin hij 2 keer scoorde.